# Cordillera Occidental, Kolumbija
Cordillera Occidental je ena od treh glavnih vej, na katere je razdeljeno gorovje Andi v Kolumbiji. Razteza se v smeri jug-sever od vozlišča Pastos v departmaju Nariño do vozlšča Paramillo v Antioquii in Córdobi, kjer se gorovje razcepi v Serranías de Ayapel, San Jerónimo in Abibe.
Zahodni del gorovja pripada predvsem povodju Tihega oceana, pri čemer izstopa reka San Juan, medtem ko vzhodna stran pripada porečju reke Cauca. Severni in severozahodni del pripadata povodju Atlantskega oceana, pri čemer izstopata reki Atrato in Sinú. Reka Patía, ki izvira v Kolumbijskem masivu, prečka Cordillero Occidental v tako imenovani depresiji Hoz de Minamá, na najnižji višini gorovja (380 m nmv).
Gorska veriga prečka departmaje Antioquia (31 %), Chocó (19 %), Nariño (13 %), Valle del Cauca (12 %), Córdoba (11 %), Cauca (9 %), Risaralda (3 %) , Caldas (1 %).

## Najvišji vrhovi
- Cerro Tatamá - 4100 m - Chocó & Risaralda
- Azufral - 4070 m - Nariño
- Farallones de Cali - 4050 m - Valle del Cauca
- Farallones del Citará - 4050 m - Antioquia
- Páramo de Frontino - 3950 m - Antioquia
- Cerro Caramanta - 3900 m - Antioquia, Caldas & Risaralda
- Cerro Napi - 3860 m - Cauca
- Alto Musinga - 3850 m - Antioquia
- Cerro Calima - 3840 m - Valle del Cauca
- Cerro Paramillo - 3730 m - Antioquia
- Cerro Ventana - 3450 m - Valle del Cauca & Chocó

## Zavarovana območja
Cordillera Occidental ima od juga proti severu naslednja nacionalno zaščitena območja:
- Narodni naravni park Munchique
- Narodni naravni park Farallones de Cali
- Narodni naravni park Tatamá
- Narodni naravni park Las Orquídeas
- Narodni naravni park Paramillo

Druga področja, ki so pod nacionalno zaščito, so::
- Serranía del Pinche
- Serranía de los Paraguas

Lokalno zavarovana območja so:
- Gozdni rezervat Yotoco
- Gozdni rezervat reke Bitaco

- Cerro Munchique.
- Tropski deževni gozd Farallones de Cali
- Río Cauca
- Pogled iz zraka na mesto Cali